# ワンクリック詐欺
ワンクリック詐欺（ワンクリックさぎ）とは、ウェブページ上の特定のアダルトサイトや出会い系サイト、勝手に送られた電子メールに記載されているURLなどをクリックすると、「ご入会ありがとうございました。」等の文字やウェブページが契約したことにされて多額の料金の支払を求める詐欺のことをいう。
インターネット上の詐欺被害のうちワンクリック詐欺は特に日本を中心に発生し問題となっている詐欺形態である。

## ワンクリック請求サイト
「サンプル視聴」「年齢確認」などの表示をクリックやタップしただけで契約が成立したと思わせて高額な料金を請求する手口の架空請求。典型的には、アダルトサイトなどで動画や画像を見ようとしてクリックすると、有料であることを事前にほとんど知らされないまま、いきなり料金請求画面が表示される。サンプル動画などを偽装した不正なプログラムをインストールさせられ、それがパソコンに常駐し請求画面を表示しつづける場合もある。業者に確認をとろうとして不用意にメールや電話をすると連絡先が伝わり後に大量の請求が届くことがあるため、連絡をとらないよう警視庁は呼びかけている。ワンクリック請求の被害を受けた人を救済すると称する事業者もあるが、代理人となる資格をもたない場合があるとして東京都は注意を呼びかけている。
なお、年齢の認証と画像へのリンクなどを組み合わせ、1回のクリックではないため「ワンクリック詐欺」ではないとしているサイトが存在するが、双方の同意を得ていない契約はそもそも無効であるため、クリック数には全く関係なく契約は無効である。

### サイトの特徴
必ずしも全てのメールに該当するとは限らないが、一般的に下記のようなものが多い。
- 利用規約の中に「画像（または動画）や入口などをクリックした時点で利用契約が成立したとみなす」と書かれている。
  - 契約内容が書いてあるページ（規約等のページ）がわかりにくいようにしてある（悪質な場合は、一方的に「契約」の成立を主張した上で、「契約」後に規約などが表示されるものすらある）。
  - 「電子消費者契約法に基づいた契約」や「ワンクリック詐欺ではない」などの文章を表示し、法令に準拠した正当なサイトであるかのように振る舞う事例も複数見受けられる。
  - 契約前に、住所・氏名・クレジットカード番号などの個人情報を入力しなければならないが、入力もないままの主張では、契約が成立しようもない。
  - 契約は契約書にサインをして捺印をしないと契約は成立しない。
- 勝手に届いた電子メールに記載のURLをクリックすると、一方的に「契約」の成立を主張する。このようなメールはスパムメールの場合が多いのでスパムメール対策ソフト・サービスを利用すると遮断できる場合が多い。スパムメールも参照。
- 料金の支払い方法のほとんどが銀行振込かつ「個人名義」によるもので、そういった振込先の口座は、架空口座のことが多い（振込先の銀行に問い合わせても、守秘義務で名義人の個人情報が開示できないのを悪用する）が大半だったが、後の法改正で銀行口座の不正利用や口座売買に対する、罰則が強化され、コンビニエンスストアで販売されているネット決済専用のプリペイドカードや収納代行を悪用した被害が急増している。
- 料金は一般的に数万円～数十万円以上と高額なものであるうえ、期限内に支払わないとさらに高額な延滞料金が加算されたり、法的処置を講ずると書かれている。
- 振り込みの期限を2日以内に指定したり、「今ならキャンペーンで一定期限内の振り込みなら料金が○○割引!!」といったふうに振り込みを急がせることにより、相手が冷静に物事を考えるすきを与えないようにする、特殊詐欺の被害者の心理を応用したものが大半である。
- 携帯電話の「個体識別番号」やGPSを使った位置情報、IPアドレス、契約しているプロバイダといったものを表示し、これにより個人情報を得ることが可能であると主張し、そういった情報に基づいて、債権回収業者に債権譲渡する、期限までに支払いがない場合は裁判所に提訴する、悪質な不払いの場合は詐欺罪で刑事告訴をする、身辺調査をする、住民票や戸籍謄本を取得する、自宅や勤務先（または通学先）に内容証明郵便の送付、給与や財産の差し押さえ、18歳未満の場合は親権者または未成年後見人に利用内容や未払い金額を通知する、個人信用情報機関に未払い情報が登録され、クレジットカードや銀行口座の利用が停止されると記載し、請求するケースが多い。場合によっては争いがあった場合、どこで裁判を行うのかという裁判所を規約等に表示し、法的措置も辞さないなど不安を煽る文言があることが多い。
  - 出会い系サイトやアダルトサイトが多いため、被害者は自宅や会社への訪問という文言を信じ込み、周囲に知られないようにと慌てて振り込んでしまうことが多い。
  - 環境変数を読み、使用ブラウザやOS等の情報(IPアドレスなど)が表示されることも多い。
- URLの後半にIDやメールアドレスが含まれているものもある(リファーコードという)。このようなURLをクリックした場合、IDやメールアドレスが相手に伝わって、契約が成立したというメールや料金の請求メールが送られてくる可能性はある。しかし、そういったものが送られてきても、法的には契約が成立したことにならない。
URLの例: http://oneclick.example.com/hattari/index.html?xxx=kamo@example.co.jp

http://oneclick.example.com/hattari/index.html?aL23KJX8hhe34kgty
URLにkamo@example.co.jpというメールアドレスが含まれている例。エンコード(太字部分)されていたり、ランダムなIDの場合もある。なお、上のURLもメールアドレスも実在しない架空のものである。
- 特に、最近ではNTTドコモの利用者にSMSを送信し、上記のようにURLに電話番号が付加されている場合が大半であり、クリックすると電話番号が相手方に伝わる仕組みになっているので注意が必要である。
- ActiveXを悪用して、料金支払に関する警告を繰り返し表示させるサイトもある。
- JavaScriptを用いたアラート、あるいはInternet Explorerのダウンロード画面を模した画像やFlash、gifアニメなどを利用し、「個人情報の取得が完了した」、「課金のためのプログラムをインストールした」などというメッセージを表示させるケースがある。
- 一般向けの電子掲示板（非アダルト）に、その掲示板の使用目的を無視してアダルトサイト、出会い系サイト、等の宣伝を装い、しつこく（手動ではなく、スクリプト、プロクシを使って）送信してくる場合もある。
- 占いサイトを装って個人情報を入力させて、結果のお知らせとしてワンクリックサイトのURLを通知するメールを送るなど、手口が巧妙化している。
- リンク先が一般的なレンタルサービスを利用したブログサイトの場合もあるが、そのブログサイトの内容が全てワンクリック詐欺である場合もある。このようなケースではリンク先からの判断は難しい。

### ワンクリックウェア
詐欺サイトの中にはワンクリックウェアを勝手にインストールしてPCの起動時に登録料要求の画面を表示する問題を起こすものもある。

## ワンクリック詐欺の地域性
世界的にみるとインターネット上の詐欺被害のうちワンクリック詐欺は特に日本を中心に問題となっており、これは日本人特有の契約意識の希薄さなどを背景に発展した詐欺とされている。
契約の不成立を承知の上で（つまり法律面の無知につけこんで騙して）、料金を請求することは詐欺と評価できるので「ワンクリック詐欺」と呼ばれる事例が多い（一般的には「詐欺」の名称で通っている）。詐欺容疑で逮捕された事例が存在する。逮捕件数は少数で、「契約自体が不成立である可能性が高い」などという言い方に終始している場合が多い。別件として料金の請求の方法や言動によっては、恐喝となる場合もある。
また、組織的に行われた場合は、「組織的な犯罪の処罰及び犯罪収益の規制等に関する法律」が適用され、詐欺、恐喝などの犯罪については刑法より重い刑が適用される。仮にただ電話でマニュアルを棒読みし支払いするよう言うだけの末端であっても、連帯責任を問われ、初犯でも容赦なく実刑になる可能性が十分にある。
2005年4月には、同法により逮捕された者や指名手配された者も出ている。さらに同年7月には、ワンクリックのシステム開発を行ったソフト会社の社長らが詐欺容疑で逮捕された。

## ゼロクリック詐欺
ゼロクリック詐欺（ゼロクリックさぎ）とは、ネットを閲覧しているときにwebなどのリンクをクリックし、webに入った時にサイトに登録した扱いになったり、料金を要求されたりする詐欺のことを言う。この詐欺には、サポートセンターなどの電話番号が記載されていることもあり、電話をかけると料金の支払いを要求される、電話番号を控えられ、執拗に金銭の要求をされる、電話番号を詐欺業界の間で回される、などの被害にあうことがある。
こうしたサイトは、ブラウザの自動更新機能を悪用し、別のURLを取得し、Webページを更新している。